# Любовни капани
„Любовни капани“ (на испански: Amores con trampa) е мексиканска теленовела от 2015 г., режисирана от Салвадор Гарсини, и продуцирана от Емилио Лароса за Телевиса. Адаптация е на чилийската теленовела Somos los Carmona от 2013 г., създадена от Карлос Опорто, Давид Бустос и Хайме Моралес.
В главните роли са Едуардо Яниес, Итати Канторал, Ернесто Лагуардия и Африка Савала, а в отрицателните – Хари Гейтнер и Нора Салинас. Специално участие вземат първите актьори Игнасио Лопес Тарсо и Лус Мария Агилар.

## Сюжет
Семейството Кармона живее спокоен и прост живот в село, разположено в Мексико и притежава една от най-важните минерални мини в региона. Кармона са принудени да се преместят в града, след като правителството купува обширния им имот.
Семейството се състои от Факундо и Мария, които има четири деца – Алберто на 21 г., Кармен Глория – на 18 г., Сусана – на 14 г. и Хасинто на 10. Пристигайки в града, те са изправени пред много конфликти при адаптацията в големия град и това създава проблеми в семейството, заради които искат да се върнат към спокойния живот в провинцията.
От друга страна, семейство Веласко се оказват техните нови стилни и изискани съседи. Семейството се състои от Исабел и Сантяго, които имат дъщеря, Алехандра, на 14 г. Той е собственик на строителна фирма, която е в несъстоятелност. Двамата се грижат за племенниците си – Фелипе на 20 г. и Росио – на 18 г.
Първият конфликт възниква, когато Кармона пристига в града със своите животни, именно животните имат постоянно и важно присъствие в историята, които са разрушители на къщата на Веласко.
Сантяго открива, че Факундо е милионер и той може да спаси строителна му компания като инвестира в нея, но алчността му е толкова голяма, че извършва измама. Един от плановете на Сатяго е Исабел да съблазни Факундо, за да го накара да инвестира все повече и повече пари в компанията. Така се заражда и първият любовен конфликт.
Сред младежите също започват любовни истории. Най-силната е между Алберто и Росио, но има прекалено много лъжи и препятствия, които им пречат да изживеят любовта си. Те имат много общи приятели, с които посещават един и същи университет. И в университета се разиграват различни истории.

## Актьори
Част от актьорския състав:
- Итати Канторал – Исабел Босели де Веласко
- Едуардо Яниес – Факундо Кармона де ла Гарса
- Ернесто Лагуардия – Сантяго Веласко
- Африка Савала – Мария Санчес де Кармона
- Нора Салинас – Естефани Годинес Дел Реал
- Игнасио Лопес Тарсо – Порфирио Кармона
- Лус Мария Агилар – Перпетуа Санчес
- Агустин Арана – Флоренсио Гаярдо
- Марибел Фернандес – Консепсион
- Лорена Ерера – Анхелес Санчес
- Хари Гейтнер – Естебан Сифуентес
- Хосе Едуардо Дербес – Фелипе Веласко
- Алдо Гера – Алберто Порфирио Кармона Санчес
- Скарлет Дергал – Росио Веласко Босели
- Джесика Декоте – Кармен Глория Кармона Санчес
- Борис Дуфлос – Диего Брисеньо
- Клаудия Мартин

## Премиера
Премиерата на Любовни капани е на 2 март 2015 г. по Canal de las Estrellas. Последният 126. епизод е излъчен на 23 август 2015 г.

## Адаптации
- Любовни капани е адаптация на чилийската теленовела Somos los Carmona от 2013 г., продуцирана за TVN, с участието на Алваро Рудолфи и Каролина Ареги.